# Andrej Rėmovič Belousov
Andrej Rėmovič Belousov (in russo Андре́й Рэ́мович Белоу́сов?; Mosca, 17 marzo 1959) è un politico ed economista russo, Ministro della difesa della Federazione Russa dal 13 maggio 2024, dal 21 gennaio 2020 al 12 maggio 2024 Primo vicepremier della Federazione Russa, e dal 30 aprile al 19 maggio dello stesso anno Primo ministro ad interim della Russia, dopo che Michail Mišustin è risultato positivo al COVID-19. In precedenza, era stato assistente del presidente della Russia e Ministro dello sviluppo economico.
Ha il grado civile di Consigliere di Stato effettivo della Federazione Russa di 1ª classe.

## Biografia
Belousov è nato a Mosca il 17 marzo 1959 nella famiglia dell'economista sovietico Rem Belousov (la madre, Alisa Pavlovna, era una radiochimica, in seguito impegnata nella chimica degli elementi rari). Secondo i media, Rem Belousov fu il fondatore della scuola scientifica sovietica nel campo dei prezzi e della gestione, e fu uno dei partecipanti alla preparazione della "riforma Kosygin", in seguito si occupò di storia economica dell'URSS.
Dopo essersi diplomato alla Seconda Scuola di Fisica e Matematica, è entrato alla Facoltà di Economia dell'Università Statale di Mosca intitolata a M. V. Lomonosov, laureandosi con lode nel 1981 in cibernetica economica. Durante gli studi, iniziò a collaborare con un gruppo di economisti guidati da Alexander Anchishkin, che nel 1977-1981 fu a capo di uno dei dipartimenti della Facoltà di Economia.
Andrej Belousov ha continuato i suoi studi post-laurea presso l'Istituto Centrale di Economia e Matematica dell'Accademia delle scienze dell'URSS (CEMI). Allo stesso tempo, iniziò lì la sua carriera scientifica, prima come ricercatore tirocinante, poi come ricercatore junior nel laboratorio di modellizzazione dei sistemi uomo-macchina del CEMI, diretto da E. B. Ershov. La carica di vicedirettore del CEMI è stata ricoperta da Yuri Yaremenko (nel 1994 è diventato accademico dell'Accademia russa delle scienze).

### Carriera accademica
Dal 1981 al 1986 Belousov è stato ricercatore in prova e poi ricercatore junior nel laboratorio di simulazione dei sistemi uomo-macchina dell'Istituto Centrale di Matematica Economica. Nel febbraio 1986, sulla base di diversi dipartimenti scientifici del CEMI, venne costituito l'Istituto di Economia e Previsione del Progresso Scientifico e Tecnologico (IEPNTP) dell'Accademia delle Scienze dell'URSS. L'attività principale dell'istituto è la previsione economica. Belousov andò a lavorare presso l'IEPNTP dell'Accademia delle scienze dell'URSS. Le sue priorità scientifiche erano focalizzate sulla previsione delle tendenze macroeconomiche, nonché dell'inflazione e della crisi strutturale nell'economia di tipo sovietico.
Nel 1988 Belousov ha difeso la sua tesi di dottorato "Simulazione dei meccanismi per la formazione e l'utilizzo del capitale circolante (approccio diversificato)". Tre anni dopo, nel 1991, è stato nominato capo del laboratorio presso l'IEPNTP dell'Accademia delle scienze dell'URSS, in sostituzione di E. B. Ershov. Belousov ha ricoperto questo incarico fino al 2006, combinandolo con il lavoro in altre organizzazioni, e abbandonato solo con il trasferimento al servizio civile. Su iniziativa di Belousov, nel laboratorio fu pubblicata una rivista analitica di economia.
Nel novembre 1991 è stato formato un gruppo analitico dell'Associazione per la politica estera, talvolta chiamato anche il "Gruppo degli Immortali" (dal nome del suo fondatore, l'ex ministro degli Affari esteri dell'URSS Aleksandr Bessmertnych). Il suo lavoro è l'organizzazione di discussioni su tematiche regolari. Successivamente, i dibattiti vengono trascritti e diventano oggetto di uno studio più approfondito, in alcuni casi vengono utilizzati come base per articoli scientifici. Belousov si è unito al gruppo Bessmertny all'inizio degli anni '90 ed è stato coinvolto nello sviluppo di numerosi temi. Insieme a lui, Andrei Klepach ha partecipato ai lavori del gruppo: sarà il futuro vice di Belousov presso il Ministero dello sviluppo economico della Russia.
Dal 1999 è stato membro del consiglio del Ministero dell'Economia e consulente di numerosi primi ministri: Evgenij Primakov, Sergei Stepašin, Mikhail Kasyanov e Mikhail Fradkov (con gli ultimi due nella qualità di consulente freelance).
Nel 2000 Belousov ha fondato e diretto il Centro per l'analisi macroeconomica e le previsioni a breve termine, sulla base del quale nel 2005 ha pubblicato il rapporto "Tendenze a lungo termine nell'economia russa: scenari per lo sviluppo economico della Russia fino al 2020". Nel rapporto Belousov ha predetto la crisi economica del 2008, inoltre ha indicato una possibile recessione economica nel 2011-2012 e il fallimento del sistema della pubblica amministrazione nel 2015-2017.

### Carriera politica
L'8 febbraio 2006 Belousov ha iniziato un nuovo capitolo nella sua biografia: è passato al servizio civile. Su invito del Ministro dello Sviluppo Economico della Federazione Russa German Gref, ha assunto la carica di suo vice. Allo stesso tempo, si è dimesso da tutte le altre posizioni (E. A. Abramova è diventato il successore nella carica di Direttore Generale della CMASF).
Al Ministero, Belousov ha supervisionato il blocco macroeconomico, comprese le questioni relative al miglioramento del clima degli investimenti, l'attuazione di programmi federali mirati e le attività di investimento della Vnesheconombank. Sotto la sua guida sono stati elaborati il concetto di sviluppo socioeconomico a lungo termine (CRA-2020) e il progetto di legge "Sul commercio" (adottato il 28 dicembre 2009).
Nel 2007, quando Gref lasciò il Ministero dello sviluppo economico russo, Ėl'vira Nabiullina, che in precedenza aveva ricoperto la carica di viceministro, fu nominata ministro. Belousov mantenne il suo incarico, poi, il 17 luglio 2008, fu promosso al governo della Federazione Russa: il primo ministro Vladimir Putin lo nominò direttore del Dipartimento di Economia e Finanza del Governo della Federazione Russa. 
Per la formazione dell'agenda economica del governo russo nel 2008-2012 furono responsabili il primo vice primo ministro della Federazione Russa Igor Shuvalov, Belousov ed Ėl'vira Nabiullina. Nel governo della Federazione Russa, Belousov era responsabile delle questioni relative al bilancio, agli investimenti pubblici e al miglioramento del clima degli investimenti. Sotto di lui fu creata l'Agenzia per le iniziative strategiche e sulla sua base fu lanciata la cosiddetta “Iniziativa imprenditoriale nazionale”, volta a migliorare le condizioni per fare affari in Russia.
Nel mese di maggio, la Duma di Stato, su proposta del neoeletto presidente Putin, ha approvato Dmitry Medvedev come primo ministro della Federazione Russa Qualche tempo dopo fu promulgato anche il nuovo Gabinetto dei Ministri: Belousov fu nominato ministro dello Sviluppo economico della Federazione Russa. Allo stesso tempo, secondo i resoconti dei media, Belousov era stato preso in considerazione anche per il posto di assistente del presidente della Federazione Russa per gli affari economici, ma poi si è deciso di nominare Ėl'vira Nabiullina a questo posto.
Il 24 giugno 2013 è stato nominato Assistente del Presidente della Federazione Russa (per le questioni economiche), al posto di Ėl'vira Nabiullina, diventata responsabile della Banca centrale della Federazione Russa. Dal 17 giugno 2015 al 29 settembre 2017 è stato presidente del consiglio di amministrazione di Rosneft Oil Company PJSC. Il 21 gennaio 2020 è stato nominato Primo Vice Primo Ministro della Federazione Russa nel nuovo governo di Mikhail Mishustin. Dal marzo 2020 è presidente del consiglio di amministrazione delle Ferrovie russe. Dal 30 aprile al 19 maggio 2020 ha ricoperto la carica di Primo Ministro della Federazione Russa in relazione alla partenza di M. Mishustin in congedo per malattia a causa del COVID-19.
Il 12 maggio 2024 a seguito delle elezioni presidenziali russe, è stato proposto dal presidente Vladimir Putin come Ministro della Difesa della Federazione Russa.